# David Darling (Musiker)
David Darling (* 4. März 1941 in Elkhart, Indiana; † 8. Januar 2021) war ein US-amerikanischer Cellist im Bereich zwischen Jazz, Klassik und improvisierter Musik.

## Leben und Wirken
Darling hatte ab dem Alter von vier Jahren Klavierunterricht und begann mit zehn Jahren auf dem Cello. An der Indiana University studierte er klassisches Cello. Nach Abschluss des Musikstudiums arbeitete er zwischen 1966 und 1969 als Lehrer im Grundschul- und Sekundarstufenbereich. 1969 und 1979 lehrte er an der Western Kentucky University Musikerziehung und war Dirigent des Universitätsorchesters. Von 1970 bis 1978 gehörte er zum Paul Winter Consort. Anschließend gründete er mit Ralph Towner die Gruppe Gallery und nahm in dieser Zeit auch erste Alben unter eigenem Namen auf. 1979 erschien das erste von zahlreichen unbegleiteten Solo-Alben Darling. schuf mit diesen Cello-Soloalben „einen eigenen, elegischen Sound im Jazz, jenseits von swing und ohne romantischen Schwulst.“ Zudem konzentrierte er sich stärker auf das Komponieren; er arbeitete insbesondere für die Symphonieorchester von Indianapolis und Cincinnati. 
Darling hat weiterhin mit Spyro Gyra, Peter, Paul and Mary, Oregon, Bobby McFerrin, Eddie Gomez, Terje Rypdal, Glen Moore, John Clark, Pierre Favre, Thomas Buckner und dem Tanzensemble Pilololus zusammengearbeitet. Auch improvisierte er gemeinsam mit Michael Bocian für die Alwin Nikolai Dance Company. Daneben hat er Filmmusik geschaffen, unter anderem zu Bis ans Ende der Welt und In weiter Ferne, so nah! von Wim Wenders. 1986 war er einer der Gründer von Music for People, einer gemeinnützigen Organisation, die Improvisation als Mittel des Selbstausdrucks fördert. 
Darling setzte neben dem traditionellen Cello auch ein von ihm entworfenes, achtsaitiges Instrument mit massivem Korpus ein, das verstärkt wird und dessen Klang auf verschiedene Arten, zum Beispiel mit Ringmodulator, Echoplex oder Fuzzbox bearbeitet werden kann. 
Für sein Album Cello Blue wurde Darling 2002 für einen Grammy nominiert. Er gewann die Auszeichnung 2010 in der Kategorie bestes New Age Album für Prayer for Compassion; nominiert wurden in der Folge auch seine Alben In Love and Longing und Homage to Kindness. Gleichfalls wurde das posthume Album Ocean Dreaming Ocean 2024 nominiert, bei dem der Musiker Hans Christian mit dem Produzenten Mickey Houlihan Stücke aus dem Nachlass Darlings fertigstellte.
Darling starb Anfang Januar 2021 im Alter von 79 Jahren.

## Diskographie (Auswahl)
- Journal October (1980)
- Cycles (1981, mit Collin Walcott, Jan Garbarek, Oscar Castro-Neves, Steve Kuhn, Arild Andersen, 1981)
- Cello (1992)
- 8-String Religion (1993)
- The Sea (mit Terje Rypdal, Ketil Bjørnstad und Jon Christensen, 1995)
- Dark Wood (1995)
- Musical Massage: Balance (2000)
- Cello Blue (2001)
- Prayer for Compassion (2009)
- Gratitude (2016)
- Homage to Kindness (2019)
- David Darling & Hans Christian: Ocean Dreaming Ocean (2023)